# Takahagi
Takahagi (jap. 高萩市, -shi) ist eine Stadt in der Präfektur Ibaraki in Japan.

## Geographie
Takahagi liegt nördlich von Hitachi und südlich von Iwaki.

## Geschichte
Die Stadt wurde am 23. November 1954 gegründet.
Die Naturkatastrophe des Tōhoku-Erdbebens am 11. März 2011 mit dem nachfolgenden Tsunami forderte in Takahagi einen Toten. 142 Wohngebäude wurden völlig und 1.041 weitere teilweise zerstört.

## Verkehr
- Zug:
  - JR Joban-Linie
- Straße:
  - Jōban-Autobahn
  - Nationalstraße 6

## Söhne und Töchter der Stadt
- Nagakubo Sekisui (1717–1801), Geograph und Kartograph

## Angrenzende Städte und Gemeinden
- Kitaibaraki
- Hitachi
- Hitachi-Ōta